# 1931 في الأرجنتين
فيما يلي قوائم الأحداث التي وقعت خلال عام 1931 في الأرجنتين.

## رياضة
- 1 يناير – بطولة أمريكا الجنوبية لألعاب القوى 1931

## مواليد

### يناير
- 25 يناير – فيديريكو إدواردز لاعب كرة قدم أرجنتيني.[1]

### فبراير
- 4 فبراير – إيزابيل بيرون رئيسة سابقة للأرجنتين ، وزوجة رئيس سابق أيضا.[2]
- 27 فبراير – غراسييلا فرنانديز سياسية أرجنتينية.

### مارس
- 9 مارس – روجيليو دومينغويز لاعب كرة قدم أرجنتيني.[3]
- 15 مارس – كارلو هارتيون

### أبريل
- 5 أبريل – هيكتور أوليفيرا

### مايو
- 29 مايو – أوسفالدو هيكتور كروز لاعب كرة قدم أرجنتيني.[4]

### يوليو
- 1 يوليو – راؤول بيلين لاعب كرة قدم أرجنتيني.[5]

### أغسطس
- 6 أغسطس – هيكتور بيليجريني ممثل أرجنتيني.
- 11 أغسطس – نوربيرتو بوييو لاعب كرة قدم أرجنتيني.[6]
- 28 أغسطس – تيتو كابوبيانكو مخرج مسرحي أرجنتيني.

### سبتمبر
- 18 سبتمبر – خوليو غرندونا موظف أرجنتيني.
- 24 سبتمبر – ليوبولدو فيرونا ممثل أرجنتيني.

### نوفمبر
- 16 نوفمبر – روبرتو فيو لاعب كرة سلة أرجنتيني.[7]
- 26 نوفمبر – أدولفو بريز إيسكيبل[8]

## وفيات

### سبتمبر
- 16 سبتمبر – خوان دومينغو براون (مواليد 1888) لاعب كرة قدم أرجنتيني.